# Хом (деревня)
Хом — деревня в Тарногском районе Вологодской области.
Входит в состав Тарногского сельского поселения, с точки зрения административно-территориального деления — в Шевденицкий сельсовет.
Расстояние до районного центра Тарногского Городка по автодороге — 6 км. Ближайшие населённые пункты — Михеевская, Слуда, Погоняевская.
По переписи 2002 года население — 68 человек (33 мужчины, 35 женщин). Всё население — русские.